# 프로스트 (2017년 영화)
프로스트(Frost)는 우크라이나에서 제작된 샤루나스 바르타스 감독의 2017년 드라마 영화이다. 안드레이 치라 등이 주연으로 출연하였다.

## 출연

### 주연
- 안드레이 치라
- 바네사 파라디

### 조연
- 위로니카 로사티